# Torregalindo
Torregalindo – gmina w Hiszpanii, w prowincji Burgos, w Kastylii i León, o powierzchni 15,36 km². W 2011 roku gmina liczyła 133 mieszkańców.